# Cheirothricidae
I cheirotricidi (Cheirothricidae) sono una famiglia di pesci ossei estinti, forse appartenenti agli aulopiformi. Vissero nel Cretaceo superiore (Cenomaniano - Santoniano, circa 95 - 85 milioni di anni fa) e i loro resti fossili sono stati ritrovati in Medio Oriente e in Europa. Erano caratterizzati dalle pinne pari molto espanse.

## Descrizione
La principale caratteristica di questi piccoli pesci (la lunghezza del corpo era solitamente compresa tra 3 e 20 centimetri di lunghezza) era data dall'estremo sviluppo delle pinne pari; in Cheirothrix erano le pinne pettorali ad essere particolarmente sviluppate, mentre in Telepholis ed Exocoetoides anche le pinne pelviche erano grandi. In ogni caso, le pinne erano ampie, e dotate di raggi allungatissimi. Cheirothrix era il genere più grosso, possedeva un corpo più robusto e poteva raggiungere i 20 centimetri di lunghezza; Telepholis, solitamente più corto e dal corpo più sottile, aveva pinne pettorali più corte rispetto a Exocoetoides e possedeva alcuni scudi piccoli e sottili nella regione dorsale, arrotondati o poligonali, ornati al centro da un tubercolo. La pinna caudale era poco frastagliata. Exocoetoides, invece, era di dimensioni decisamente piccola (tra i 3 e i 7 centimetri di lunghezza) e le pinne pettorali erano particolarmente lunghe (potevano arrivare alla regione anale); la pinna caudale era omocerca. 

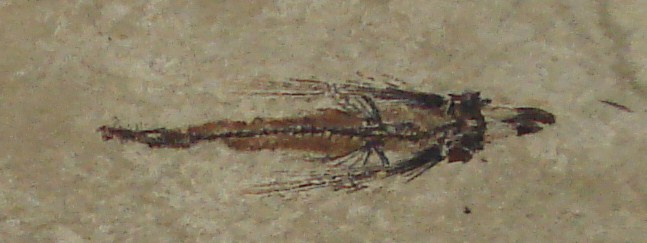
Fossile di cheirotricide, forse Exocoetoides

## Classificazione
Istituita nel 1901 da Arthur Smith Woodward, la famiglia Cheirothricidae era diffusa nell'antico oceano Tetide, nelle zone attualmente occupate dal Medio Oriente e dall'Europa. Tutti e tre i generi sono noti nel Cretaceo del Libano (Cheirothrix in giacimenti del Santoniano, gli altri due in giacimenti del Cenomaniano), e in Europa (Exocoetoides in Croazia e gli altri due in Germania). I cheirotricidi sono generalmente considerati rappresentanti degli aulopiformi; in particolare, affinità sono state proposte con il gruppo estinto degli encodontoidi.

## Paleobiologia
I cheirotricidi avevano una morfologia notevolmente simile a quella degli attuali pesci volanti e a quella di altre forme estinte come Thoracopterus. Come gli odierni Cypselurus ed Exocoetus, anche i cheirotricidi con tutta probabilità erano in grado di compiere una sorta di volo planato al di sopra dell'acqua, grazie alla notevole espansione delle pinne pettorali e pelviche.